# 熱拉爾山脈
29°08′03″S 49°59′41″W / 29.13417°S 49.99466°W

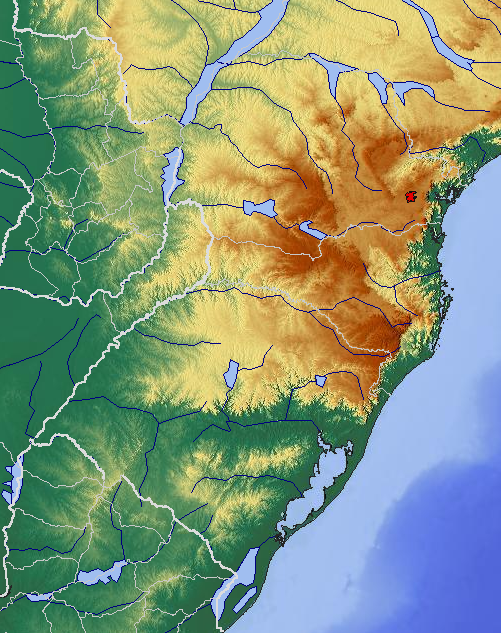

熱拉爾山脈（葡萄牙語：Serra Geral），是巴西的山脈，位於該國南部，橫跨阿帕拉多斯山脈國家公園和熱拉爾山脈國家公園，該山脈平均海拔高度950米。